# Титово (Гагаринский район)
Титово — деревня в Гагаринском районе Смоленской области России. Входит в состав Самуйловского сельского поселения.
Расположена в северо-восточной части области в 38 км к северо-востоку от Гагарина, в 20 км западнее автодороги Р90 Тверь — Уваровка, на берегу реки Титовки. В 20 км севернее деревни расположена железнодорожная станция Княжьи Горы на линии Москва — Ржев.

## История
В годы Великой Отечественной войны деревня была оккупирована гитлеровскими войсками в октябре 1941 года, Освобождена в ночь с 22 на 23 января 1942 г. подразделениями 55осбр 20А и двумя танками 145тбр 20А. 
В настоящее время населена дачниками из Москвы и Московской области.